# Murawki, Hạt Iława
Murawki [muˈrafki] (tiếng Đức Wilhelmswalde) là một khu định cư ở khu hành chính của Gmina Zalewo, thuộc hạt Iława, Warmian-Masurian Voivodeship, ở miền bắc Ba Lan. Nó nằm khoảng 15 kilômét (9 mi)   về phía đông nam của Zalewo, 18 km (11 mi)  phía đông bắc Iława và 53 km (33 mi) về phía tây của thủ đô khu vực Olsztyn.